# Padre Paraíso
Padre Paraíso este un oraș în Minas Gerais (MG), Brazilia.